# Joan Gay i Planella
Joan Gay i Planella (Barcelona, 18 de març de 1868 - Buenos Aires, 16 de gener de 1926) va ser un compositor, col·laborador de l'Orfeó Català. Va desenvolupar la seva carrera a Catalunya, Cuba i l'Argentina, a més a més de publicar a França un volum de cançons populars amb el text original en català i traduïdes al francès.
Va fundar i tenir responsabilitats en diversos organismes, com per exemple la Institució Catalana de la Música, el 1897. Va dirigir l'Orfeó Catalunya Nova, l'Orfeó Català de La Habana, i l'Academia de Bellas Artes de Corrientes, a l'Argentina
La seva esposa, Maria Pichot i Gironès, va ser una cantant d'òpera que va desenvolupar la seva carrera en importants teatres del món amb el nom de Maria Gay.
Va compondre una nombrosa quantitat de cançons i sarsueles.